# Wasknijper (Amsterdam)
De Wasknijper (brug 177) is een ophaalbrug in Amsterdam-Noord. De verkeersbrug is gelegen in de Distelweg en voert over het Buiksloterkanaal. Het is de noordelijkst gelegen brug over dat kanaal. 

## Plan
De (definitieve) plannen voor een brug in de Distelweg dateren uit november 1954. Toen stelde burgemeester en wethouders een wijziging voor in de beschikbare bruggen aldaar. Het werd noodzakelijk geacht om in verband met een derde veerverbinding Centrum-Noord (Tasmanstraat/Houtmankade-Distelweg) een brug te leggen in wat toen nog een verdeelde Distelweg was (west en oost van het kanaal). In verband met die nieuwe veerdienst moest de Distelweg ook verbreed worden. De brug maakte deel uit van een totaalpakket van 16 miljoen gulden voor de landhoofden van de pont (zie bijvoorbeeld de pier aan de Tasmanstraat), het bouwen van de brug en het verbreden van de weg. Het geheel werd uitgevoerd in opdracht van Dienst der Publieke Werken, voor het ontwerp van alles was Dick Slebos verantwoordelijk.

## Ontwerp
De hand van Slebos is vooral terug te vinden in de kleurvoering en het ontwerp van het brughuisje. Wat naast de kleurvoering opvalt aan de brug zijn de massief aandoende staanders ten opzichte van het fragiel aandoende hamei. In plaats van een groot blok als contragewicht koos Slebos hier voor vier versieringen op de bascule. In die vier versieringen vond de bevolking de vorm van een wasknijper terug, hetgeen leidde tot haar naam. In aanvulling op de blauwe hamei en verbindingen zijn ook de balustrades in blauwgeverfd staal uitgevoerd, die balustrades lopen (weliswaar onderbroken) door tot op de oevers. Een laatst opvallend detail is dat de rood-witte slagbomen in de staande vorm zijn weggewerkt in de blauwe lantaarnpalen. 
De brug ligt er, op klein onderhoud na, sindsdien ongewijzigd bij, mede doordat het verkeersaanbod door aanleg van Coen- en IJ-tunnel hier drastisch afnam. In eerste instantie was de naam 'Wasknijper' officieus, maar later werd zij officieel. De brug hield in 2016 deze naam, terwijl andere bruggen toen hun (bij)naam verloren bij een grote schoonmaakactie van de gemeentelijke bruggenadministratie.

## Afbeeldingen
| Vanaf het water (2017) | Vanaf de weg (2015) |

<<< · 100 · 101 · 102 · 103 ·  105 · 106 · 107 · 108 · 109 ·  110 · 111 · 112 · 113 · 114 · 115 · 116 · 117 · 118 · 119 · 120 · 121 · 122 · 123 · 124 · 125 · 126 · 127 · 128 · 129 · 130 · 131 · 132 · 135 · 136 · 137 · 138 · 139 · 140 · 141 · 142 · 143 · 144 · 145 · 146 · 147 · 148 · 149 ·  150 · 151 · 152 · 155 · 156 · 159 · 160 · 161 · 162 · 163 · 164 · 165 · 166 · 167 · 168 · 169 ·  170 · 171 · 172 · 173 · 174 · 175 · 176 · 177 · 178 · 179 · 180 · 181 · 182 · 183 · 184 · 185 · 186 · 187 · 189 · 190 · 191 · 192 · 193 · 194 · 195 · 196 · 198 · 199 · >>>
Brugnummers 104, 133, 134, 153, 154, 157, 158, 188 en 197 zijn niet (meer) in gebruik.